# Jean-Rock Gaudreault
Vous pouvez aider à l'améliorer ou bien discuter des problèmes sur sa page de discussion.
- Il peut contenir un travail inédit ou des déclarations non vérifiées. Vous pouvez l’améliorer en ajoutant des références. (Marqué depuis juin 2017)

Vous pouvez aider à l'améliorer ou bien discuter des problèmes sur sa page de discussion.
- Il ne cite pas suffisamment ses sources. Vous pouvez indiquer les passages à sourcer avec {{référence nécessaire}} ou {{Référence souhaitée}}, et inclure les références utiles en les liant aux notes de bas de page. (Marqué depuis juin 2017)

- Archive Wikiwix
- Bing
- Cairn
- DuckDuckGo
- E. Universalis
- Gallica
- Google
- G. Books
- G. News
- G. Scholar
- Persée
- Qwant
- (zh) Baidu
- (ru) Yandex
- (wd) trouver des œuvres sur Wikidata

Pour les articles homonymes, voir Gaudreault.
Jean-Rock Gaudreault, né à Jonquière en 1972, est un écrivain québécois.

## Biographie
Sa première pièce professionnelle, La Raccourcie, créée par le Théâtre Les Gens d’en bas en 1997, a été reprise au Festival de Théâtre des Amériques à Montréal et à la Quinzaine du théâtre francophone à Ottawa en 1999. Ce texte fut également produit au théâtre français de Toronto.
Sa première pièce jeune public à l'affiche sur une scène professionnelle, Mathieu trop court, François trop long (Prix RFI-Jeunesse en 1996 et Prix Rideau-OFQJ en 2000) a été proposée pour le Masque du meilleur texte original en 1999. La compagnie Mathieu François et les autres l'a présentée plus de 250 fois au Québec et en Europe et elle a été proposée pour le Masque de la meilleure production jeune public en 1999. Une version anglaise de ce spectacle a pris l'affiche au Canada anglais et aux États-Unis en 2002, notamment au New Victory Theater de New York, où Jean-Rock Gaudreault devint ainsi le deuxième auteur québécois (après Gratien Gélinas) à être créé, en anglais, dans une salle de Broadway. C’est de cette époque que date sa collaboration avec la metteur en scène Jacinthe Potvin.
Sa seconde pièce jeune public, Deux pas vers les étoiles, mise en scène par Jacinthe Potvin en 2002 pour la compagnie citée précédemment, a fait l’objet de près de 300 représentations au Québec et en France en 2002-2003 et 2003-2004. Elle a remporté le prix Rideau Vox Pares et le Masque de la meilleure production de théâtre jeune public 2003. Jean-Rock Gaudreault a reçu le Prix du Gouverneur général du Canada 2003 pour Deux pas vers les étoiles qui a été présentée à Tokyo, en langue française, en 2004. Reprise en France en 2008 par la compagnie Les Lucioles, dirigée par Jérôme Waquiez, la pièce tiendra l’affiche au Festival d'Avignon en 2010.
Pour ceux qui croient que la terre est ronde a été créée en ouverture du 15e Congrès et festival mondial des Arts pour la jeunesse, au TNM, en septembre 2005. Ce texte a également été sélectionné parmi les finalistes au Prix du gouverneur général du Canada en 2005.
Toujours en 2005, la pièce Comment parler de Dieu à un enfant pendant que le monde pleure a été créée au Théâtre du Trident, à Québec, puis présentée au Théâtre du Bic et en tournée en France. À cette même époque, Gaudreault écrit quatre fictions radiophoniques pour la Chaîne culturelle de Radio-Canada et participe à des projets de télévision.
L’auteur explore également le théâtre de marionnettes : La maladie fantastique (2001) et Une histoire dont le héros est un chameau et dont le sujet est la vie (2006), pièces produites par le Théâtre Les Amis de chiffon. Ces deux productions ont été proposées pour le Masque Les enfants terribles et ont connu des tournées au Québec.
En 2008, la poursuite de sa collaboration avec la metteuse en scène Jacinthe Potvin et la compagnie Mathieu, François et les autres, aboutit d’une quatrième création pour le jeune public : La migration des oiseaux invisibles. La pièce est proposée pour le Prix de la critique à Montréal et le texte est finaliste pour le Prix des collégiens qui sera remis en mai dans le cadre du Salon du livre de Paris.
En 2009, Une maison face au Nord, une comédie dramatique destinée au grand public, est créée dans sa ville natale, à Jonquière dans une coproduction du Théâtre la Rubrique, du Théâtre français de Toronto et du Théâtre du Tandem en Abitibi, dans une mise en scène de Jacinthe Potvin. La pièce est créée de nouveau sur Montréal en novembre 2009 par la Compagnie Jean-Duceppe à la Place Arts dans une mise en scène de Monique Duceppe.